# Santo Domingo (kommun), Chile
Santo Domingo är en kommun i Chile.   Den ligger i provinsen San Antonio Province och regionen Región de Valparaíso, i den södra delen av landet, 100 km väster om huvudstaden Santiago de Chile.
Trakten runt Santo Domingo består till största delen av jordbruksmark. Runt Santo Domingo är det glesbefolkat, med 13 invånare per kvadratkilometer.